# Serra dels Avalls
La Serra dels Avalls és una serra situada al municipi de Terrades, a la comarca de l'Alt Empordà, amb una elevació màxima de 346 metres.